# Valiato de Adana
El valiato de Adana (en turco otomano: ولايت اطنه, Vilâyet-i Adana‎; fue una división administrativa de primer nivel (valiato) del Imperio otomano en el sureste de Asia Menor, que comprendía la región de Cilicia. Se creó en mayo de 1869. Adana limitaba con los valiatos de Konya (al oeste), Ankara y Sivas (al norte), y Alepo (al este y sur). Adana corresponde a la moderna región de Çukurova en Turquía.

## Demografía
A principios del siglo XX, según se informa, tenía un área de 14 494 millas cuadradas (37 539,5 km²)    , mientras que los resultados preliminares del primer censo otomano de 1885 (publicado en 1908) dieron una población de 402 439. La precisión de las cifras de población varía de "aproximada" a "meramente conjetura" según la región de la que se obtuvieron. 

## Historia económica
Fue descrita por la Encyclopædia Britannica de 1911 como rica en riquezas minerales sin explotar en los distritos montañosos y fértil en la llanura costera, que producía algodón, arroz, cereales, azúcar y frutas. En 1920, la región se destacó por su región occidental boscosa, que tenía poca producción agrícola. La región de Cilicia se destacó por su producción agrícola, que incluía trigo, cebada, avena, arroz, semillas, opio, caña de azúcar y algodón. La producción de algodón se hizo más popular antes de la Primera Guerra Mundial. En 1912, la región produjo 110.000 fardos de algodón y 35.000 toneladas de semillas de algodón. La pirita se extrajo en la región a principios del siglo XX.

## Divisiones administrativas
Sanjacados y sus kazas:
1. Sanjacado de Adana (Adana (asiento), Hamidiye, Karaisalı)
2. Sanjacado de Mersin (Mersin (asiento), Tarso)
3. Sanjacado de Cebel-i Bereket (Yarpuz (asiento), Osmaniye, İslahiye, Bulanık, Hassa)
4. Sanjacado de Kozan (Sis (asiento), Hacın, Feke, Kars-ı Zülkadriye)
5. Sanjacado de İçel (Silifke (asiento), Anamur, Ermenek, Gülnar, Mut)